# Poa pearsonii
Poa pearsonii là một loài cỏ trong họ hòa thảo, thuộc chi poa.